# Allium mannii
Allium mannii är en amaryllisväxtart som beskrevs av Hamilton Paul Traub och Thaddeus Monroe Howard. Allium mannii ingår i släktet lökar, och familjen amaryllisväxter. Inga underarter finns listade i Catalogue of Life.